# Muž bez uší
Muž bez uší je koncertní album české undergroundové skupiny The Plastic People of the Universe. Album se skládá z nejstaršího dosud vydaného materiálu, nahrané bylo v letech 1969-1972 a vyšlo v roce 2002 u Globus Music.

## Seznam skladeb
1. The Universe Symphony And Melody About Plastic Doctor (Part 1)
2. Muž bez uší
3. The Universe Symphony And Melody About Plastic Doctor (Part 2) (fragment)
4. The Sun (fragment)
5. Rosie Rottencrotch
6. The Song Of Fafejta Bird About Two Unearthly Worlds
7. Magor umravňuje publikum ve Slivenci
8. Never Seek To Tell Thy Love
9. Magor umravňuje publikum ve Zruči nad Sázavou
10. Magor umravňuje publikum v Krči
11. Indian Hay
12. Růže a mrtví
13. The Fairy Queen
14. The Tyger
15. Magor informuje o incidentu s PS VB
16. Na sosnové větvi
17. Fuddle Duddle Osh Kosh
18. Magor se loučí s publikem

## Autoři skladeb
- Hudba: Milan Hlavsa (1-6, 8, 11-14, 16-17)
- Texty: Michal Jernek (1-4), Paul Wilson (5), Věra Jirousová, překlad Paul Wilson (6), William Blake (8, 14), Jiří Kolář (12, 16), William Shakespeare, anonymní úprava (13)

## Sestava
- Milan Hlavsa – baskytara (1-6, 8, 11-14, 16-17), zpěv (4, 11-13, 17), sbor (1, 3, 5, 16)
- Michal Jernek – zpěv (1-4), klarinet (1, 2, 4), foukací harmonika (1)
- Jiří Števich – kytara (1-4, 11-14, 16-17), sbor (1, 3, 4)
- Pavel Zeman – bicí (1-6, 11-14, 16-17), trubicové zvony (8)
- Josef Janíček – kytara (4-6, 8), klavifon (11-14, 16-17), zpěv (5, 6, 8, 16), sbor (4, 11, 13)
- Jiří Kabeš – housle (5, 6, 8, 11-14, 16-17)
- Paul Wilson – zpěv (5, 6, 12-14), tamburína (5, 12), foukací harmonika (11), kazoo (12)
- Jan Jílek – trubka (12, 16, 17)
- Ivan Martin Jirous – promluvy na koncertech (7, 9, 10, 15, 18)

## Nahráno
- Skladby 1-3: Dům kultury, Praha-Smíchov, 6. květen 1969
- Skladba 4: Horoměřice, prosinec 1969
- Skladby 5-6: Music F Club, Praha-Smíchov, 26. únor 1971
- Skladby 7-8: Praha-Slivenec, 11. prosinec 1971
- Skladba 9: Společenský dům, Zruč nad Sázavou, 24. červen 1972
- Skladby 10-18: Závodní klub ČKD Polovodiče, Praha-Krč, 29. červen 1972